# Freixiosa
Freixiosa es una freguesia portuguesa del concelho de Mangualde, con 7,16 km² de superficie y 280 habitantes (2001). Su densidad de población es de 39,1 hab/km².